# Cantó d'Hiriburu
El cantó d'Hiriburu (en francès i oficialment canton de Saint-Pierre-d'Irube) és una divisió administrativa francesa, situada al departament dels Pirineus Atlàntics i la regió Nova Aquitània.
El seu Conseller general és Jean-Pierre Destrade.

## Composició

Comunes del cantó de Saint-Pierre-d'Irube

El cantó de Saint-Pierre-d'Irube agrupa 5 comunes:
- Lehuntze
- Mugerre
- Hiriburu
- Urketa
- Milafranga

## Consellers generals
| Data d'elecció                             | Identitat            | Partit | Qualitat |
| ------------------------------------------ | -------------------- | ------ | -------- |
| 1982                                       | Henri Placé          | RPR    |          |
| 1988                                       | Jean-Pierre Destrade | PS     |          |
| 1994                                       | Jean-Pierre Destrade | PS     |          |
| 2001                                       | Jean-Pierre Destrade | -      |          |
| No es coneixen les dades anteriors a 1982. |                      |        |          |